# Bibliofilija
Bibliofilíja ali knjigoljúbje je ljubezen do knjig, zlasti starih in dragocenih. Izraz je sestavljen iz dveh starogrških besed (gr. biblos - knjiga, philia - prijateljstvo).
Bibliofil ali knjigoljub je posameznik, ki ima rad knjige, žargonsko knjižni molj. Med bibliofile se uvrščajo tudi zbiratelji knjig, letakov, razglednic, publikacij. Obiskujejo antikvariate, kjer se posvečajo lepi knjigi z estetsko zunanjostjo. Družbeni pomen zbirateljev knjig je predvsem v ohranjanju kulturne dediščine.
Bibliofila, ki pri svoji dejavnosti pretirava, imenujemo biblioman.

## Opis dejavnosti
Bibliofil je občudovalec in zbiralec knjig. Pri njih ima včasih forma prednost pred vsebino, s poudarkom na starih, redkih, ali dragih knjigah, knjigah prve izdaje, knjigah s posebnimi ali nenavadnimi vezmi, knjigah z napakami (makulatura), podpisanih izvodih, specializiranih zbirkah in tako dalje.
Danes po svetu deluje veliko bibliofilskih klubov, ki združujejo zbiratelje istega področja, med seboj se srečujejo ter prodajajo, zamenjujejo, kupujejo knjige, prirejajo razstave, organizirajo predavanja, izdajajo bibliofilske tiske. V Sloveniji deluje Slovensko bibliofilsko društvo, ki je bilo ustanovnjeno leta 1986 v okviru Društva bibliotekarjev Slovenije.

## Zgodovina
Največje dosežke pripisujejo Angležem (obdobje angleške bibliomanije, 18. stoletje). Ob koncu 19. stoletja se težišče prenese v ZDA.
Mnogo današnjih znanih knjižnic je nastalo iz zbirk znanih bibliofilov, ki so ustanovam podarjali svoje zbirke knjig, rokopisov, tam pa so postale dostopne javnosti. 
Za prvega znanega bibliofila velja francoski zbiratelj Jean Grolier (15. stoletje), za njim pa še Fracesco Petrarca (Italija), Erazem Roterdamski (Nemčija), Richard de Bury (Velika Britanija), Robert Hoe III (ZDA).
Ne smemo pa pozabiti na ženske zbirateljice, nekaj teh imen zaznamujejo Hroswitha iz Gandersheima na Saškem (benediktinska opatinja, prva ženska ljubiteljica knjig v Evropi, 10. stoletje), Judith iz Flandersa (njeni rokopisi danes v Pierpont Morgan Library), Margareta Navarska (Francija), ženske iz plemiške družine d'Este, Sforza, Medici (Italija), kraljica Kristina (Švedska), Estelle Doheny (ZDA), Amy Lowel (ZDA).

## Bibliofilija na slovenskih tleh
Z zbiranjem knjig so se ukvarjali tudi Slovenci in nemški plemiči na slovenskih tleh. Zbirateljstvo knjig je staro toliko kot knjiga. Enciklopedija Slovenije kot prvega slovenskega bibliofila navaja Janeza Seebacha iz 16. stoletja. Slovenska najpomembnejša zbiratelja sta Žiga Zois in Jernej Kopitar. Poleg teh pa še Primož Trubar, Tomaž Hren, Janez Vajkard Valvasor, Matija Čop, v 20.stoletju je bil pomemben zbiratelj Rudolf Maister, tudi Janko Glazer, Bogomil Gerlanc, Jaro Dolar, Janez Milčinski, Martin Žnidaršič idr.

## Bibliofilske izdaje
Bibliofilske izdaje so odgovor založništva na povpraševanje in zahteve zbirateljev lepih knjig. Zanje je značilna dragocena vezava in pogosto posebna škatla, v kateri je spravljena knjiga. Imajo omejeno naklado, včasih avtorjevo oziroma ilustratorjevo fotografijo in podpis, izvodi pa so označeni z ročno napisano številko. Če založba komu izvod podari, je to v kolofonu označeno s črkama HC (hors commerce - izven prodaje) in rimsko številko.
Prave bibliofilske izdaje na Slovenskem naj bi se pojavile v 20. stoletju. Najpomembnejša med njimi je "krasotna" izdaja Prešernovih Poezij iz leta 1900 v redakciji Lovra Pintarja, nato pa je sledilo še več kot deset bibliofilskih izdaj posameznih Prešernovih pesmi, med katerimi ima najpomembnejše mesto Zdravljica.
Po drugi svetovni vojni je v 60. letih Državna založba Slovenije izdala 13 naslovov domačih in tujih pesnikov v bibliofilski zbirki Večni sopotniki. Bibliofilske tiske so izdajale še Slovenski knjižni zavod, Cankarjeva založba, založba Obzorja, Trubarjev antikvariat, v zadnjih desetih letih pa še Slovenska knjiga, Nova revija in Rokus.